# Хекман, Джеймс
Джеймс Джозеф Хе́кман (англ. James Joseph Heckman; род. 19 апреля 1944, Чикаго) — американский экономист. Лауреат премии по экономике памяти Альфреда Нобеля 2000 года «За разработку теории и методов для анализа селективных выборок».
Член Национальной академии наук США (1992).

## Биография
Получил степень бакалавра математики в Колорадо колледже (1965), степени магистра (1968) и доктора (1971) по экономике в Принстонском университете.
Профессор Чикагского университета.

## Общественная деятельность
В 2016 году подписал письмо с призывом к Greenpeace, Организации Объединенных Наций и правительствам всего мира прекратить борьбу с генетически модифицированными организмами (ГМО).

## Награды
- Стипендия Гуггенхайма (1978)[8]
- Медаль Джона Бейтса Кларка (1983)
- Нобелевская премия по экономике (2000)
- Премия Дэна Дэвида (2016)
- Медаль Джеймса Мэдисона (2016)

## Сочинения
- Хекман Дж. Дж., Мун С. Х., Пинто Р., Савельев П. А., Явиц А. Экономическая отдача от дошкольного образования детей из неблагополучных семей: уроки программы «Хайскоуп Перри» // Финансы и бизнес. — 2010. № 3. — С. 39-51
- Политика стимулирования человеческого капитала = Policies to foster human capital. // Вопросы образования. — 2011. № 3. — С. 73-137.